# Église Saint-Pierre d'Osséja
L'église Saint-Pierre d'Osséja (Sant Pere en catalan) est une église d'origine romane située à Osséja en Cerdagne dans le département français des Pyrénées-Orientales en région Occitanie.

## Historique
L'église d'Osséja est mentionnée pour la première fois dans l'« Acte de Consécration de la Cathédrale de la Seu d'Urgell » au Xe siècle.
L'église romane date du XIIe siècle mais elle a été remaniée dès le XIVe siècle et rebâtie en 1894.
L'abside romane fait l'objet d'une inscription au titre des monuments historiques depuis le 30 septembre 1964.

## Architecture
La seule partie romane conservée est le chevet édifié en moellons dont les assises sont de taille très variable, certaines assises étant de très grande taille.
Le chevet, surmonté d'une corniche biseautée, est orné d'une fenêtre à double ébrasement encadrée de colonnettes surmontées de chapiteaux sculptés.
Cette fenêtre est surmontée d'une archivolte à deux voussures : la première voussure présente des claveaux biseautés tandis que la deuxième est ornée d'un arc torique (boudin).
La toiture fut l'objet de restaurations en avril 2023.

## Mobilier
Le retable baroque tardif du maître-autel dédié à saint Pierre en bois polychrome doré d'une hauteur de 7,50 mètres et de 6,15 mètres de large a fait l'objet de restaurations en 2008, qui permirent la découverte sur le socle de la niche centrale, sous la statue de saint Pierre posée sur des planches peintes provenant d'un retable détruit. Ces planches peintes à décor de rinceaux blancs sur fond rouge, avec au revers, des traces de peintures décoratives qui furent identifiées comme étant identiques à celles qui figurent sur le mur d'un renfoncement de l'abside romane. Après nettoyage sont reconnus saint Sébastien, saint André et saint Antoine abbé avec leurs attributs. Ce panneau fut attribué par Marcel Durliat à Antoine Peytavi et Jean Perles, étant peut-être associé à Joseph Brell. La facture de ce panneau étant sans aucun doute possible de la même main que celle de Puig de Valcebollère. Antoine Peytavi aurait travaillé à Puigcerdà avant 1562, puis à Perpignan.

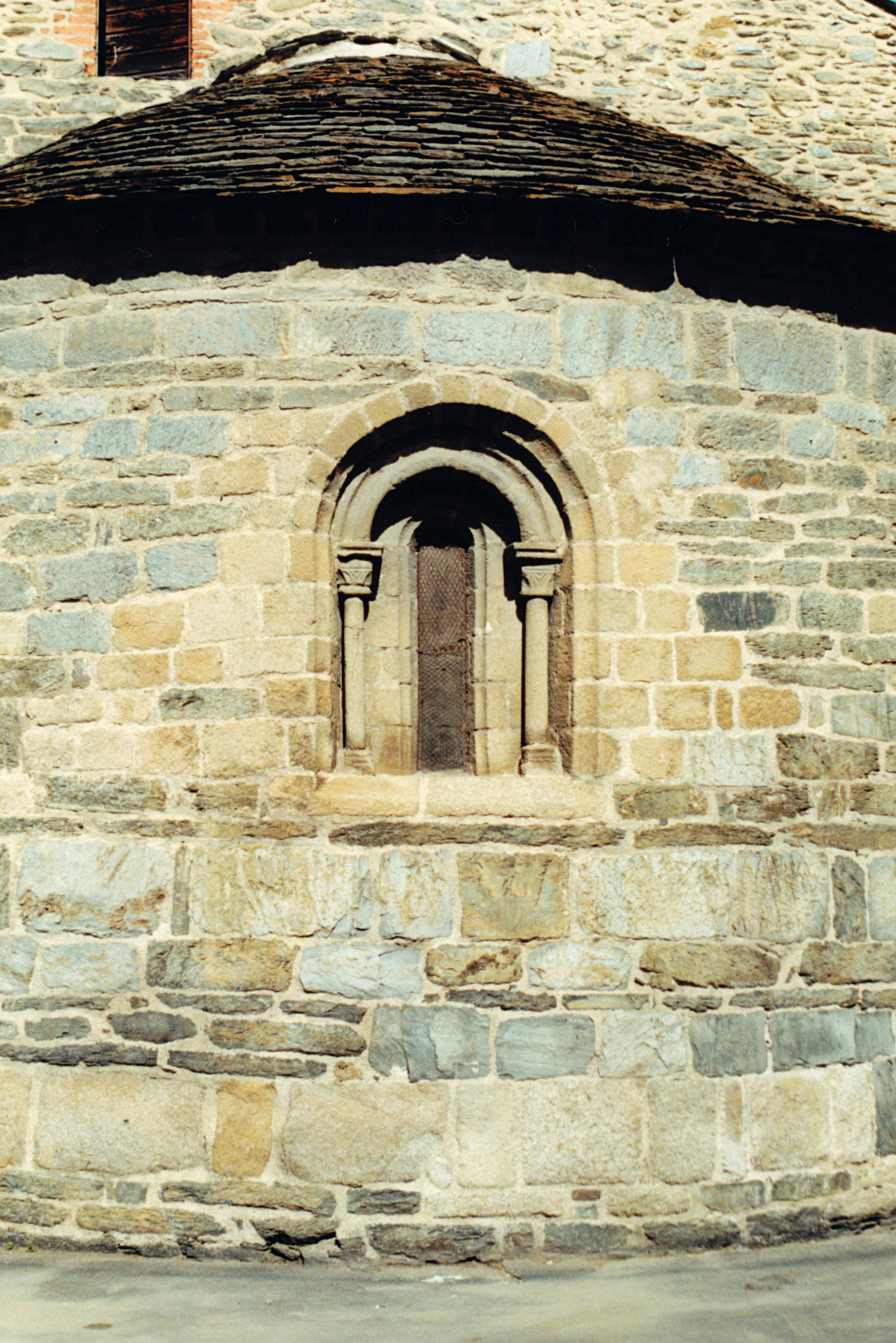
Le chevet.
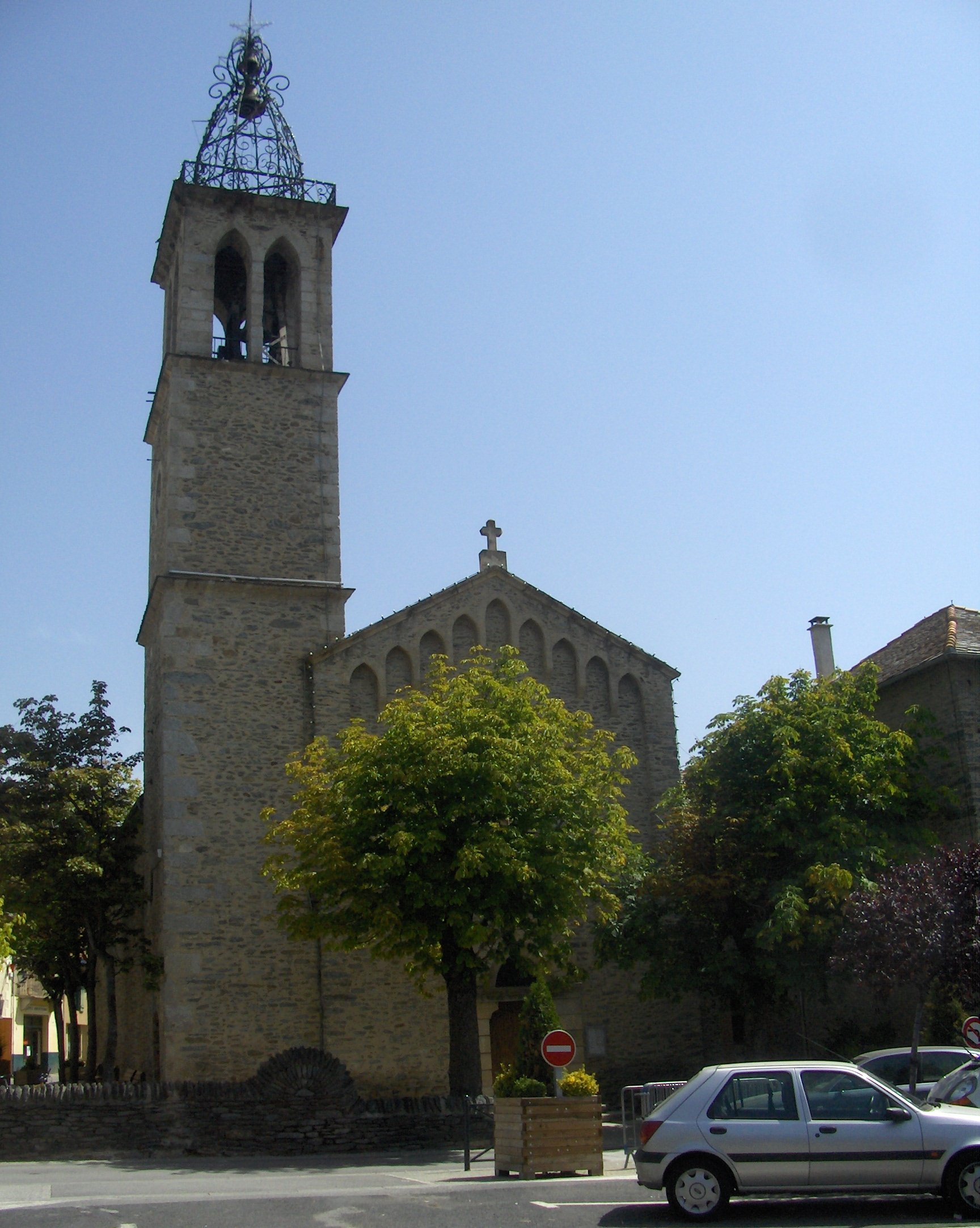
La façade et le clocher.
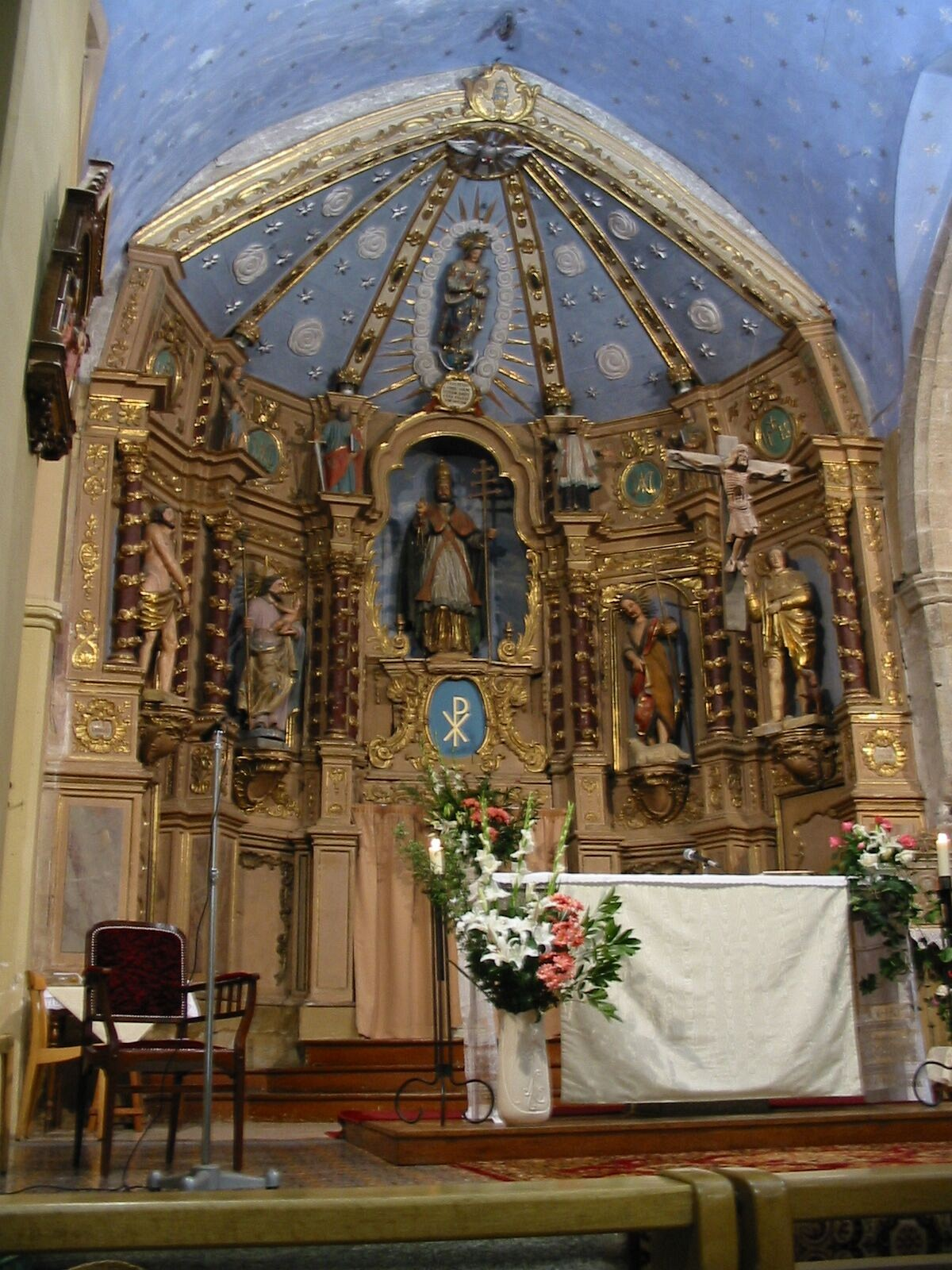
L'autel.